# Див из Кастелнауа
Див из Кастелнауа (енгл. Giant of Castelnau) је назив за костур пронађен у близини насеља Кастелно л Ле у Француској који би могао представљати једног од највиших људи који су икада живели. Кости датирају из Неолитног периода.

## Откриће
Кости је открио антрополог Жорж де Вакер Лапоуге на гробљу које датира из Бронзаног доба у граду Кастелно л Ле,1890. године. Костур је био висок око 3,5 метара. За један часопис је тада изјавио:
Мислим да је непотребно напоменути да су ове кости људске, упркос њиховој огромној величини... Први део је средњи део бутне кости, 14 центиметара дуг, скоро па цилиндричног облика, а обим кости је 16 центиметара... Други део је средњи и горњи део вратила гољеничне кости...обим је 13 центиметара... Трећи део био је рамена кост... Величина костију била је више него двоструко већа него нормална...

## Слична открића
Људски скелет дужине 3,6 метара са два реда зуба ископан је у Ломпок ранко-у, у Калифорнији, 1833. године. Двадесетак година након проналаска, ископан је и људски костур дужине три метра у Западној Вирџинији, а 1895. године у близини Толеда пронађено је 20 скелета, постављених у седећи положај и окренутих према истоку. Године 1947. објављено је откриће 32 подземне пећине у близини границе између Неваде и Калифорније, а костури пронађени у њима били су дужине око 2,7 метара.